# سباح جيد
سَبّاح جيد أو سَبّاح (الاسم العلمي: Calonectris)، جنس طيور بحرية من فصيلة الطيور النوية. ويشتق اسمه من اليونانية القديمة kalos، «جيد» وnectris، «سباح». أنواعه أربعة.